# Väster-Mjöingen
Väster-Mjöingen är en sjö i Bergs kommun i Jämtland och ingår i Ljungans huvudavrinningsområde. Sjön har en area på 0,436 kvadratkilometer och ligger 626,3 meter över havet.

## Delavrinningsområde
Väster-Mjöingen ingår i det delavrinningsområde (695964-138475) som SMHI kallar för Utloppet av Väster-Mjöingen. Medelhöjden är 690 meter över havet och ytan är 6,88 kvadratkilometer. Det finns inga avrinningsområden uppströms utan avrinningsområdet är högsta punkten. Vattendraget som avvattnar avrinningsområdet har biflödesordning 4, vilket innebär att vattnet flödar genom totalt 4 vattendrag innan det når havet efter 291 kilometer. Avrinningsområdet består mestadels av skog (93 procent). Avrinningsområdet har 0,44 kvadratkilometer vattenytor vilket ger det en sjöprocent på 6,3 procent.